# 安迪·貝謝爾
安迪·貝謝爾（英語：Andrew Graham Beshear，1977年11月29日—）是美國民主黨籍政治家，現任肯塔基州州長，為前州長史蒂夫·貝希爾之子。

## 早年生平
安迪·貝希爾出生於肯塔基州的路易維爾市，信仰基督教。高中畢業後，安迪以優異成績取得了范德堡大学的政治與人類學學位，隨後又在維吉尼亞大學法學院取得法律博士學位。完成學業後，安迪在2001年起擔任本地律師，2013 年時被《律師月刊》評為「美國年度消費者律師」。

## 投身政治
2015年，安迪·貝希爾宣佈競選肯塔基州的州檢察長一職，并在當年成功以2000張優勢票擊敗共和黨的對手惠特尼·韋斯特菲爾德。
在總檢察長任內，安迪·貝希爾長期就各類案件與時任州長馬特·貝文鬥爭，例如貝文在未經州議會同意下削減州政府的預算、有爭議的教師退休金改革計劃等，以上案件都成功被肯塔基州最高法院裁定違憲，重挫了貝文的聲望。安迪·貝希爾又對本地的製藥公司提出九起訴訟，指控它們參與助長肯塔基州的類阿片藥物流行，其任內通過消費者保護訴訟至少為州政府帶來3,500 萬美元的收益。

## 擔任州長

### 競選紀錄
2019年，安迪·貝希爾作為民主黨肯塔基州州長參選人出戰，他在該年選舉中以5136張優勢票擊敗共和黨的時任州長馬特·貝文 ，贏得了肯塔基州的23個縣，這是自 1899 年以來票數最接近的州長選舉。
2023年，安迪·貝希爾競選連任州長，并以67025張優勢票再次擊敗共和黨的侯選人丹尼爾·卡梅倫取得連任。安迪·貝希爾贏得了肯塔基州的29個縣，他在城市、城郊和鄉村地區的選舉表現均優於上屆。

### 經濟表現
州長任內，安迪·貝希爾取得了一些矚目的經濟成就，旅遊業的在2023年取得歷史性138億美元經濟表現，2024年再創下143億美元的經濟表現新高。同時，州政府又推進了許多如I-69跨河大橋等停滯多年的基建項目，成就了該州的「國家電動車生產之都」地位。
該州還經歷了歷史上經濟和就業最好的兩年、創紀錄預算盈餘，預算儲備信託基金(雨天基金)對比前任州長馬特·貝文 增長超過二十七倍至2024年的37億美金。同時，由於肯塔基州在安迪·貝希爾的領導下於償債能力和整體經濟健康都有大幅改善，因而穆迪信貸評級在2024年把肯塔基州從「Aa3」的信用評級提升至「Aa2」。

### 招商引資
2021年，安迪·貝希爾在肯塔基州實現破紀錄的經濟成長和投資數字，私營部門在當地的投資超過110億美元，涵蓋汽車、製造業、飲料及農業科技、商業和金融服務、塑膠和橡膠、物流配送等領域，創造了超過18,000 個全職就業機會。
2022年，安迪·貝希爾在肯塔基州再次實現歷史上肯塔基州新投資第二高的一年，私營部門在當地進行了248個項目的的投資，價值超過105億美元，并創造 16,000 個新的全職就業機會。
2024年2月，豐田汽車宣佈在肯塔基州投資13億美元的項目，以擴展支持未來的電動車製造計劃。8月，菲利普莫里斯國際宣佈在肯塔基州投資 2.32 億美元的項目，新增 450 個工作機會。11月，安迪·貝希爾與謝爾比維爾電池製造公司宣佈一項7.12 億美元的項目，預計可為該州帶來超過1,572 個高科技就業崗位，創下2022 年以來聯邦最大規模的就業公告 。12月，豐田汽車宣佈在肯塔基州投資再9.22億美元的項目，以打造一處新的先進噴漆設施。2024年是肯塔基州歷史上經濟投資第四好的一年，新投資總額超過69 億美元，帶來了9,425個新的全職工作。

### 減稅降費
安迪·貝希爾延續其父史蒂夫·貝希爾的「肯塔基州小型企業稅收抵免計劃」(KSBIC) ，在過去 24 個月內增加至少一名新全職員工並在合格設備或技術上投資 5,000 美元或以上的公司最高可取得25,000 美元的稅收抵免。2023年2月，安迪·貝希爾在大部份肯塔基州民主黨人反對的情況下簽署了共和黨提出的減稅法案，法案將從2024 年開始把州所得稅從 4.5% 降至 4%，以緩解通脹高企帶來的人民生活困難。2025年2月6日，安迪·貝希爾再次簽署由共和黨人提出的降低所得稅法案，該法案同時獲得民主黨少數派的支持，法案將從 2026 年 1 月 1 日起將肯塔基州的個人所得稅從 4% 降低到 3.5%。

### 社會議題
安迪·貝希爾在州長任內多次否決反LGBT和反墮胎的法案，同時發佈了行政命令禁止了該州的LGBT迴轉治療，但他反對用納稅人的錢資助跨性別囚犯的性別重置手術。

### 民調數據
民調顯示安迪·貝希爾是民主黨中最受歡迎的州長，全美最受歡迎的州長第二名，67%的肯塔基州人對他持正面態度。2024年美國總統選舉中，安迪·貝希爾曾一度被視為民主黨副總統提名人的有力競爭者，但最終賀錦麗選擇明尼蘇達州州長提姆·沃茨作為自己的競選拍檔。